# Billard américain
 (août 2015).
Le billard américain est un format de billard qui se joue sur une table à 6 poches de 2,54 m sur 1,27 m et 76 cm de haut (appelé dans le monde anglo-saxon 9ft, c.-à-d. 9 pieds).
Il est utilisé avec 16 billes :

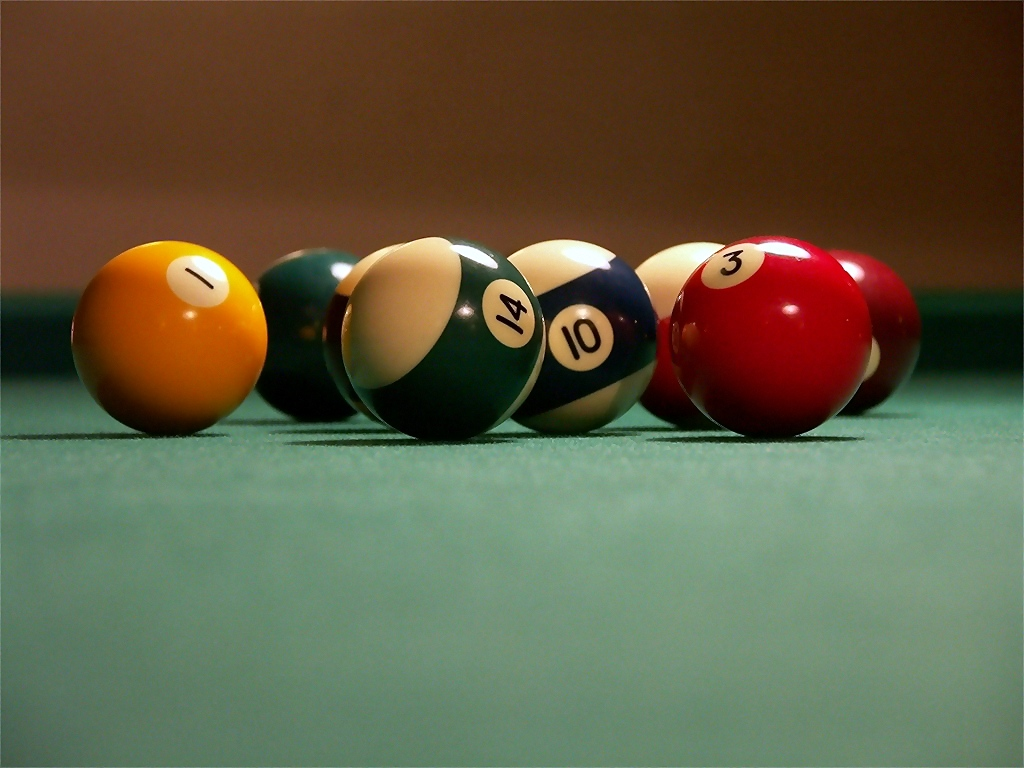
Billes de billard américain.

- une blanche dite bille de choc, bille de tir ou simplement blanche ;
- 15 billes numérotées de 1 à 15 :

La bille sortie revient à son emplacement de début.
- les billes 1 à 7 sont colorées entièrement et sont dites communément « basses », « pleines » ou « petites »,
- la bille 8 est colorée entièrement en noir,
- les billes 9 à 15 présentent seulement une bande de couleur séparant les deux calottes blanches et sont dites « hautes », « barrées », « cerclées », « striées » ou « rayées ».

Il existe plusieurs jeux différents qui obéissent tous à certaines règles communes au billard américain.

## Règles communes
Au début de la partie, la bille blanche est placée dans le quart supérieur de la table, au gré du joueur qui a la main, et les billes restantes sont disposées en paquet, soit en losange soit en triangle, la bille de tête étant placée sur la mouche inférieure, voir billard. La partie est perdue si un des joueurs met la bille blanche alors qu’il ne lui reste que la noire en jeu.
Le premier joueur qui joue casse le paquet.
La bille noire est considérée comme neutre.
- Après une faute, c'est au tour de l'adversaire de jouer.
- Cas de fautes

1. La bille blanche doit toucher au moins une autre bille ou toucher une bande
2. Après ce premier impact de la blanche, au moins une bille doit toucher une bande (sauf si une bille est empochée).
3. La bille annoncée par le joueur entre dans un trou différent de celui annoncé (ceci n'est pas une faute à proprement parler mais la main passe à l'adversaire).
4. La bille blanche est empochée.
5. Une bille est éjectée de la table.
6. Un joueur touche une bille avec autre chose que le procédé de sa queue, voir billard, ou touche une bille alors que ce n'est pas son tour de jouer. Dans ce cas, c'est à l'adversaire de choisir si la table est remise dans l'état précédant la faute ou non.
7. Double contact : un joueur frappe deux fois la bille blanche. Ceci arrive souvent lorsque cette dernière est très proche de la bille visée.
8. Un joueur joue sans que son corps soit en contact avec le sol (au moins un pied par terre).
9. Un joueur empochant la bille noire sans annoncer dans quelle poche, perd la partie.

## Le jeu de la 8

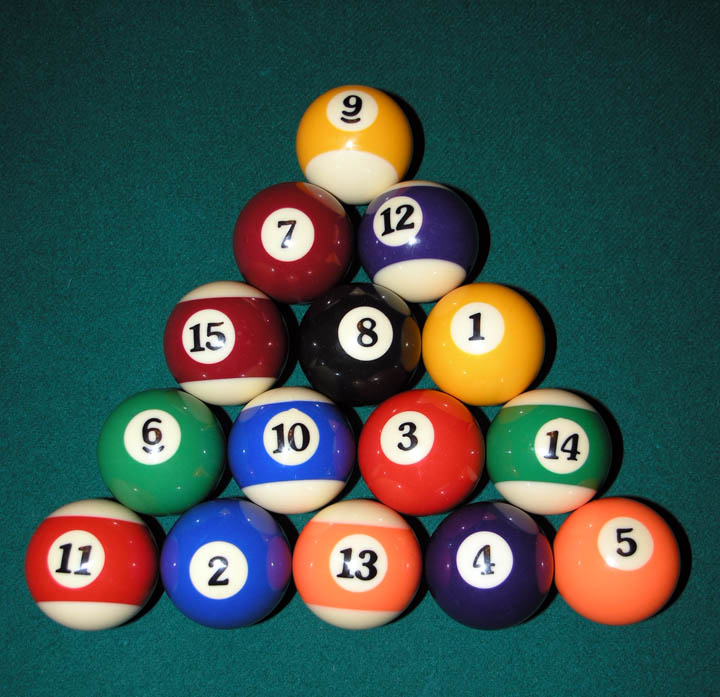
Présentation standard d'un rack: les deux billes situées derrière dans les coins n'appartiennent pas au même groupe et la bille no 8 est située au milieu.

Le jeu de la 8 est le jeu plus courant. Il se joue avec les 16 billes (la blanche et les billes numérotés de 1 à 15) et les règles sont assez similaires à celles du blackball, cependant attention à ne pas confondre. Chaque joueur doit jouer les billes de son groupe.
But : Chaque joueur se voit attribuer un groupe de sept billes (soit les numéros 1 à 7 ou « pleines », soit 9 à 15 ou « cerclées »). Le vainqueur est le premier à empocher toutes les billes de son groupe, suivies de la numéro 8 (noire). La partie se joue en plusieurs manches (racks) dont le nombre est préalablement défini.
Règles
- Formation du Paquet : Le paquet se présente sous la forme d'un triangle équilatéral de 15 billes. La noire est placée au centre de ce triangle et les deux billes des extrémités droite et gauche doivent appartenir à des groupes différents. La bille de pointe est sur le point de replacement.
- Casse
  1. La casse est valide si au moins quatre billes (autres que la blanche) touchent une bande ou si au moins une bille est empochée (sans besoin d'annoncer) ; sinon, l'adversaire peut choisir d'accepter la table en l'état, casser à nouveau lui-même ou demander à son adversaire de recasser.
  2. Le choix du groupe n'est pas déterminé à la casse mais lorsqu'un joueur empoche régulièrement une bille annoncée après le bris. Même si une bille est empochée, la table reste libre.
  3. Si la noire est empochée ou sort de la surface à la casse, le joueur ayant cassé a le choix de refaire cette casse ou d'accepter la table en remettant la noire à la place de la bille de tête (si ce n'est pas possible on la place au plus près de la bille de tête sur la ligne axiale de la table en arrière du triangle).
  4. En cas de casse invalide, l'adversaire peut au choix accepter la table et jouer, faire reformer le triangle et casser lui-même ou faire recasser.
- Choix du groupe : le premier joueur qui empoche une bille en l'ayant annoncée et sans commettre de faute se voit attribuer le groupe de cette bille. Son adversaire se voit attribuer l'autre groupe.
- Coup légal :

À chaque coup joué, le joueur doit frapper une bille de son groupe en 1er et soit
1. Empocher une bille
2. Faire en sorte que la blanche ou une bille de son groupe touche la bande après le 1er contact

- Coup défensif :

Pour des raisons tactiques, on peut choisir de laisser la main après un empochement. Le joueur doit pour cela prévenir son adversaire avant de jouer son coup, sinon il devra continuer à jouer à la suite de l'empochement.
- Les fautes :

Après une faute, l’adversaire a bille en main et il peut placer la blanche où il le souhaite sur la surface de jeu.
1. Si on ne touche pas une bille de son groupe en premier.
2. Si un joueur empoche la blanche (lors de la casse uniquement, on replace la blanche derrière la ligne).
3. Si l'on touche la noire en premier contact (sauf à la casse, cependant la bille ne sera pas comptée).
4. Si l'on projette une bille hors de la table, elle sera alors replacée sur la mouche hormis la noire (cf Perte de partie).

- Perte de partie :

La partie est perdue si :
1. La bille noire est empochée avant que le joueur ait rentré toutes les billes de sa série (cette règle n'est pas valable lors de la casse).
2. La bille noire sort de la surface de jeu
3. La noire est empochée alors qu'une faute est commise lors du même tir.
4. La noire est empochée dans une autre poche que celle annoncée.
5. La bille blanche est empochée directement avant la noire.

## Le jeu de la 9
Les huit billes pleines et la 9 sont disposées en losange, la 1 en tête et la 9 au milieu. Le but du jeu est d'empocher la 9 mais en touchant d'abord la bille la plus petite. Tant qu'un joueur empoche une bille, il continue de jouer.
Le gagnant est, en fin de comptes, celui qui empoche la 9. La règle principale dit qu'il faut toucher d'abord la bille sur le tapis dont le numéro est le plus faible (ce qui explique la 1 en tête lors de la casse), mais n'importe quelle bille empochée donne le droit de rejouer.
Exemple : la bille de plus faible numéro sur le tapis est la 3, le joueur touche la 3, qui elle-même touche la 6, qui rentre. Ce même joueur rejoue et vise alors à nouveau la 3.
Sur ce principe, si le joueur empoche la 9 dès le coup de casse, il gagne instantanément la partie et les billes sont replacées en losange. Le gagnant de la partie précédente casse pour la suivante.
Parmi des célèbres joueurs, on peut citer Florent Paulmyer, Earl Strickland, Efren Reyes, Mika Immonen, Fransisco Bustamente, Nick Varner, Michael Sigel, Steve Mizerak ou encore Pan Xiaoting. Ce dernier apparaît dans le film de Martin Scorsese intitulé La Couleur de l'argent, "suite" plus ou moins assumée de L'Arnaqueur de Robert Rossen -avec le même Paul Newman plusieurs années après (et des Tom Cruise et Mary Elizabeth Mastrantonio alors débutants)-, deux films qui montrent souvent des parties de billard américain.

### Fautes
1. La bille blanche est empochée.
2. La bille touchée en premier n'est pas celle avec la valeur la plus faible.
3. Aucune bille n'est touchée.
4. Aucune bille n'est empochée ET ni la blanche ni celle touchée par la blanche n'a atteint une bande

## La 9 continue
Cette variante du jeu de la 9 donne plus de piment au jeu et récompense davantage la régularité à l'occasion.
En effet, ce jeu se compte en points (50 ou 100 généralement) et se joue en manches (une manche s'achève quand la bille 9 est empochée dans les bonnes conditions). Comme dans la règle de la 9, il faut toujours toucher en premier la bille la plus petite sur la table. De plus, le fait d'empocher la bille 9 avec la plus petite valeur sur la table octroie un bonus conséquent au total des points.
Ainsi, en respectant cette règle, les points se calculent de la manière suivante :
Les coups gagnants :
- poche directe = 1 point (vous touchez la bille dont la valeur est la plus basse et vous l'empochez dans le même coup) ;
- poche avec touche = 2 points (vous empochez une bille de n'importe quelle valeur hormis la 9, après avoir touché la bille dont la valeur est la plus basse) ;
- la 9 empochée dans les bonnes conditions = ***spécial*** (la manche s'arrête et le joueur qui a empoché la 9, commence la manche suivante) ;
- la 9 empochée par la :

1. = 20 points,
2. = 16 points,
3. = 14 points,
4. = 12 points,
5. = 10 points,
6. = 8 points,
7. = 6 points,
8. = 2 points.

Fautes (toute faute commise donne la main à l'adversaire) :
- aucune bille touchée = -1 point ;
- la bille touchée en premier n'est pas la plus basse = -1 point ;
- empocher une bille dans les mauvaises conditions = -1 point (et on replace la bille sur la table au niveau du losange) ;
- bille blanche empochée = -2 points ;
- sortie de table (bille blanche) = -2 points ;
- 3 fautes consécutives = 10 points pour les adversaires (la manche s'arrête et le joueur, qui suit celui qui a fait les 3 fautes, commence la manche suivante).

Attention !
Les points se cumulent dans un même coup et il est impossible d'avoir un score négatif.
Exemples
- Vous touchez la 3 (c'est la plus basse sur la table) et vous empochez la 3 et la 7 (poche directe + poche avec touche = 1 + 2 = 3 points).
- Vous touchez la 6 (mais ce n'est pas la plus basse) et vous empochez la bille blanche également (-1 et -2 → -3 points).
- Vous touchez la 3 (c'est la plus basse sur la table) et vous empochez la 3 et la bille blanche également (1 - 2 → -1 point).
- Vous perdez 2 points dans un coup alors que votre score est de 1 : celui-ci tombe donc à 0.

Le vainqueur de la partie est le joueur qui, à la fin d'une manche (après l'empochage de la 9), a 50 (ou 100) ou plus (avec le plus grand total vis-à-vis de ses adversaires). En cas d'égalité, c'est celui qui a le plus de manches gagnantes à son actif.
Remarque : si la difficulté est insurmontable pour certains joueurs, la partie peut être arrêtée après un certain nombre prédéfini de manches et celui qui a le plus grand total de points gagne.

## Le jeu de la 10
- But : Empocher la bille no 10. Pour cela, le joueur doit toujours toucher en premier avec la blanche la bille avec le plus petit numéro. Cependant, les billes ne doivent pas obligatoirement être empochées dans l'ordre de leurs numéros.
- Placement initial des billes : Les billes sont disposées sur la table à l’aide d’un triangle équilatéral. La bille no 1 se trouve en tête du triangle sur le « point de replacement » (appelée aussi « mire ») et la bille no 10 au centre. Toutes les autres billes sont placées aléatoirement.
- Casse : Le joueur place la blanche derrière la ligne de départ, où bon lui semble. La casse est valable lorsque :
  - la bille no 1 est touchée en premier,
  - au moins quatre billes de but sont envoyées au contact d’une ou plusieurs bandes.

Si la 10 est empochée lors d’une casse valide et que le joueur a annoncé son empochage, le joueur remporte la partie. Si une faute est commise à la casse et que la 10 est empochée, celle-ci est replacée sur le point de replacement.
- Cas de faute :
  - Si la blanche est empochée ou éjectée de la table. Dans ce cas, si la bille no 10 est empochée, celle-ci est repositionnée sur le point de replacement, ou au plus près en descendant si ce point est occupé par une autre bille.
  - Si une bille de but est éjectée de la table. La bille de but n’est plus remise en jeu, à l’exception de la 10 qui est remise sur le point de replacement.

Après une faute, l’adversaire a bille en main sur toute la table, il peut placer la blanche où il le désire. Il n’est pas possible pour le joueur qui a la main de jouer un « push-out ».
- Push-out

Immédiatement après une casse valide, le joueur peut jouer un « push-out » : tous les coups y sont autorisés sauf de rentrer la blanche. Cette dernière n’a donc pas à toucher la bille de but portant le plus petit numéro ni même à toucher une quelconque bille ou bande. Toutes les autres règles s’appliquent. Le joueur doit annoncer le push-out avant l’exécution de son coup, sinon celui-ci sera considéré comme un coup normal. Toute bille de but, excepté la 10, empochée lors d’un push-out reste empochée. La 10 est replacée sur le point de Replacement si elle est empochée. Après un « push-out » valide, la reprise du joueur s’achève. L’adversaire peut alors accepter la table et jouer ou demander à l'auteur du « push-out » de rejouer.
Déroulement du jeu :
Après la casse et éventuellement le push-out, la bille portant le plus petit numéro doit être la première à entrer en contact avec la blanche. Si le joueur empoche régulièrement une bille, sa reprise (= son tour) se poursuit. La bille no 10 est replacée sur le point de replacement si elle est empochée à la suite d'un coup non valide ou si elle est éjectée. Les autres billes éjectées ou irrégulièrement empochées ne sont pas remises en jeu.
Chaque fois qu’un joueur tente d’empocher une bille, il doit annoncer son coup : la bille jouée et la poche choisie si elles ne sont pas évidentes. Les détails du coup, comme les bandes touchées ou les autres billes carambolées ou empochées ne sont pas nécessaires.
Lorsqu’une bille est « gelée » contre la bille blanche, c’est-à-dire collée à elle, elle peut être jouée. Par contre, lorsque la blanche n’est pas collée à l’autre bille, mais très proche, le joueur peut pousser la blanche à condition qu’il respecte un certain angle de choc : jouer dans la direction opposée d’une bille gelée contre la blanche est considéré comme une faute si la blanche ne touche pas d’autres billes avec les spécifications d’un coup normal.
Les « jumps » ou coups sautés sont autorisés en faisant usage d’une queue. Toute fausse queue lors d’une tentative de « jump » est considérée comme une faute. 
Il n’y a pas faute quand : 
- une bille de tir saute par-dessus une ou plusieurs billes de but après avoir touché une bande ;
- une bille de but saute par-dessus une autre bille de but ;
- la bille de tir ou une bille de but touche le cadre en bois du billard avant de retomber sur le tapis.

Lorsqu’une bille empochée ressort de la poche, elle n’est pas considérée comme empochée et la main passe. Si la blanche entre en contact avec une bille déjà empochée (lorsque la poche est pleine de billes), il y a faute. Si le joueur empoche la bille portant le plus petit numéro sans l’annoncer, la main passe et son adversaire a le choix de jouer le coup suivant ou de redonner la main au joueur précédent. Le même joueur continue à jouer aussi longtemps qu’il empoche régulièrement une bille. Si cela n’est pas le cas ou s’il commet une faute, sa reprise s’achève et la main passe à son adversaire. La partie ou la manche est gagnée par le joueur qui empoche la bille numérotée « 10 » de façon régulière.

## Le 14/1 continu
But : atteindre un nombre de points déterminé à l'avance, la distance, ou à défaut battre le score de son adversaire au terme du maximum de reprises autorisées.
Règles :
1. Les 15 billes sont utilisées.
2. Chaque bille a la même valeur, soit 1 point.
3. On peut empocher n'importe quelle bille, à condition de l'annoncer, ainsi que la poche (le trou), et ce même à la casse ; toute bille rentrée en plus lors d'un coup valable comptabilise un point. Si la bille annoncée tombe dans une autre poche que prévu, ou si d'autre billes sont rentrées mais pas celle annoncée, il n'y a pas faute, mais les billes en question doivent être remises en jeu.
4. À chaque empochage un point est gagné, et le joueur continue tant qu'il empoche les billes annoncées et ne commet pas de faute.
5. La partie se déroule sur une distance prédéfinie.
6. Lorsqu'il ne reste plus qu'une bille numérotée sur le tapis et que la distance n'est toujours pas atteinte, les 14 autres sont replacées en triangle à leur point de départ.
7. Il y a faute si la blanche est empochée ou si aucune bande n'est touchée après l'impact. À la casse, la blanche et deux autres billes doivent toucher les bandes pour que le coup soit valide. Une faute fait perdre un point, une faute à la casse deux points. Toute bille empochée durant le tir où la faute a été commise ne rapporte pas de point et est replacée sur le tapis. Lorsqu'un joueur commet trois fautes consécutives, il est pénalisé de 15 points et les billes sont remises en position de départ, l'adversaire bénéficiant alors du choix de casser ou non.

Déroulement du jeu : comme il est obligatoire d'annoncer les billes même à la casse, une partie de 14/1 commence traditionnellement par un coup de défense similaire à celui du snooker : la blanche est envoyée choquer la pointe droite ou gauche du triangle, libérant ainsi au minimum les billes puis va toucher deux, souvent trois, bandes et revient vers son point de départ, au plus près de la bande du haut pour ne pas laisser de coup aisé à l'adversaire.
Lorsqu'il ne reste plus qu'une bille sur la table, celle-ci et la blanche restent à leur place, sauf cas spécial. Les 14 autres billes sont replacées en triangle, la bille de tête manquante. Le joueur doit alors chercher à empocher la bille libre tout en envoyant la blanche dans le triangle pour libérer les billes et continuer sur sa lancée, ou effectuer un coup de défense.

## Autres règles
De nombreuses règles non-officielles côtoient celles reconnues par les fédérations.
Quelques exemples :
La demi bande: Le joueur qui rentre une boule en demi bande que ça soit dans le trou de la demi bande ou un autre, la boule est considérée comme non valide.
Le jeu du 15 : Ce jeu, qui porte le même nom que le précédent, est complètement différent.
Le joueur à la table doit empocher une séquence de deux billes dont la somme vaut 15, la 9 et la 6, la 2 et la 13 etc., pour marquer 3 points. S'il empoche la première, par exemple la 9, et manque la seconde donc la 6, la première est replacée sur la table, sur le point de replacement.
La bille empochée doit être annoncée, mais pas la poche. La bille annoncée doit être touchée en premier, ce qui en pratique interdit les combinaisons.
La bille 15 rapporte 2 points... mais si elle est annoncée et manquée, elle occasionne une pénalité de 2 points. Elle est toujours replacée sur la table. Elle peut être empochée 4 fois consécutives au maximum par le même joueur au même tour, au-delà le joueur subit une pénalité de 2 points.
Le poker pool: Ce jeu combine l'habileté du pool avec la chance des cartes au poker. Au début, chaque joueur reçoit le même nombre de cartes, choisies parmi un jeu de cartes de poker complet (52 cartes). Chaque carte correspond à une balle qui doit empocher: Ace = bille 1; 2 = bille 2; ...; 10 = bille 10; Jacks = bille 11; Reine = bille 12; Roi = bille 13.
Chaque fois qu'une bille est empochée les joueurs déposent la carte correspondante. Le gagnant est le premier joueur à abandonner toutes ses cartes.
Si le joueur empoche la bille blanche, la 14 ou la 15, il écope d'une pénalité: il doit prendre une nouvelle carte dans le paquet.
Cette variante relativement nouvelle du pool se joue généralement avec des paris en argent. Il est surtout populaire en Asie du Sud-Est (Thaïlande, notamment). En France, il existe une tradition croissante de jouer à ce jeu le mardi soir autour de la rue de la Gaité.

## Fiction
- Dans une série de Columbo, il dévoile les pièces à conviction en jouant au billard américain.